# Raivis Dzintars
Raivis Dzintars, född 25 november 1982 i Riga, är en lettisk högerpopulistisk politiker. Han är partiordförande för Nationella alliansen.